# كتابة ليبيقية

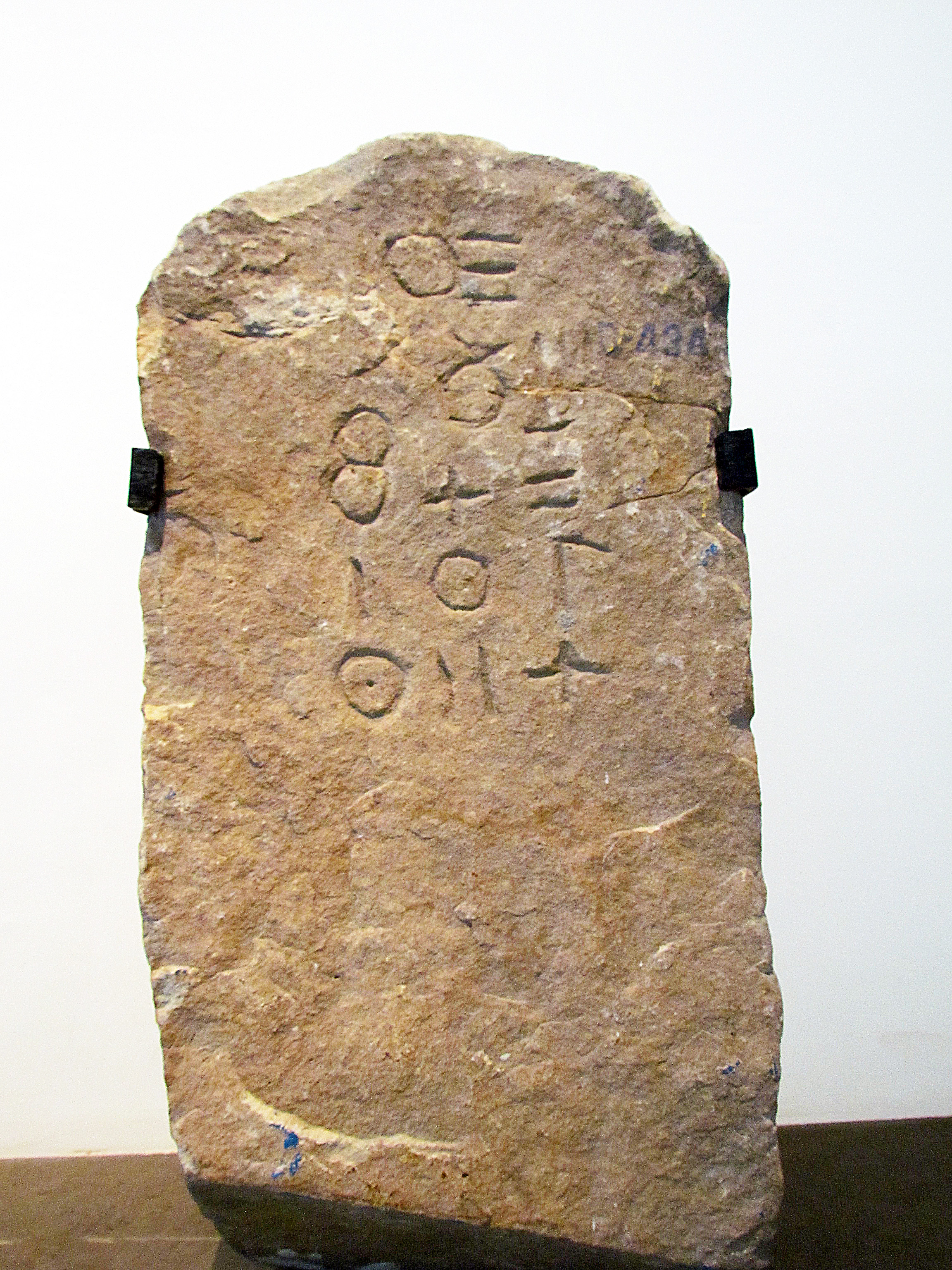
نقيشة ليبية في متحف بَارِدُو الوطني التونسي

يُقصَدُ بالكتابة اللّيبية مجموعَ الأبجدياتِ التي وُجِدت في ليبيا القديمة (بلاد ليبيا، وتونس، والجزائر، والمغرب الحالية). يوجد أكثرُ من ألف نقيشة ليبية، أغلبها جنائزية، ووجيزة، وتحوي أساسا أسماءَ أعلام. لكونِ الكتابةِ الليبية غير موحَّدةٍ، يتحدثُ الدارسون بالأحرى عن «أبجدياتٍ ليبيةٍ». من المقرر أن الأبجدياتَ الليبيةَ استُخدِمت في كتابة لغةٍ حامية سامية تدعى اللغةَ الليبية، التي يُفترَض أنها سلفُ اللغاتِ البريبرية الأمازيغية، على أنه يوجد من بين المختصين من يشككون في هذه الصلة.

## منشؤها
من المقرر أن الكتابةَ الليبية نشأت عن الكتابة الفينيقية، إلا أن ظروفَ ظهورها وتطورها ما تزال موضوعَ بحث، خاصة وأن تأريخَ النقائش لا يزال غيرَ مؤكد.

## تنوعها
تنقسم هذه الكتابة عادة إلى نوعين رئيسَيْنِ: الليبية الشرقية، والليبية الغربية. وهنالك نوع آخر ما يزال تأريخه غامضا، لكنه ينتمي جزئيا إلى العصر القديم، يدعى الأبجديةَ الصحراوية. وتُعَدُّ هذه الأخيرةُ سلفَ جزءٍ من الأبجديةِ الطارقية.

## الاستشهادات
1. 1 2  غلان 1973.
2. 1 2 3  شاكر 2008.

## قائمة المراجع
- لِيُونِيل غَلَان (1973)، «أبجدية دقة الليبية»، مجلة الغرب الإسلامي والمتوسط، عددا 13 و14. صفحات 361–368.
- جَبْرِئِيل كَام (1996)، «الكتابة الليبية».
- سَالِم شَاكِر (2008)، «الليبية: كتابة ولغة»، الموسوعة البربرية.
- دَوْمِنِيك كَازَيُوس (2013)، «حول أصل الكتابة الليبية: بضع اقتراحات».